# Полное затмение (фильм, 1993)
«Полное затмение» (англ. Full Eclipse) — американский фантастический художественный фильм 1993 года режиссёра Энтони Хикокса.
История происходит в городе Лос-Анджелесе, в котором отделение полиции собирает уникальную команду лучших офицеров, которые обладают способностью превращаться в оборотней, принимая сыворотку. Главная задача этого отряда заключается в полном уничтожении бандитов в том случае, если это нельзя сделать законным методом.
Слоган фильма: «На улицах теперь новая сила охраны правопорядка… и они выходят только по ночам» (англ. «There’s a new police force on the streets… and they only come out at night»).

## Сюжет
Фильм начинается с того, что поступает сообщение о том, что в клубе ненормальные психопаты устроили кровавую бойню. Вызов принимают лучшие друзья и напарники — Макс Дайер и Джим Шелдон. В ходе перестрелки Джим получает четыре пули в грудь, но чудом выживает и оказывается в коме. Ночью, неизвестный человек пробирается в палату Джима и вкалывает ему сыворотку в капельницу.
На следующий день Джим моментально выздоравливает и приходит в отделение полиции, где видится с Максом. Макс не может в это поверить и пребывает в шоковом состоянии.
Джим полон энергии и сил. На улице друзья останавливаются у забегаловки и покупают еду. В этом время, неизвестные гангстеры начинают стрелять по людям из своей машины. Макс кричит Джиму, чтобы тот быстрее садился в машину для преследования преступников, но Джим просто бежит за машиной, совершая при этом невероятные акробатические прыжки и перевороты, при всём этом показывая удивительную меткость при выстрелах.
Один из выживших преступников пытается скрыться на угнанном мотоцикле, после того, как «суперполицейский» обстрелял машину, но Джим в пару прыжков настигает его. Преступник производит в него несколько выстрелов почти в упор на глазах Макса, но Джима не остановили вроде бы смертельные ранения. Он сжимает своей рукой руку бандита на ручке акселератора и зачитывает ему права, гоня на большой скорости прямо в бетонную стену. Мотоцикл взрывается на глазах его напарника, но тот с ужасом видит, как Джим выходит из огня без единой царапины.
Макс Дайер один из лучших детективов в своём городе, но в последнее время чувствует себя плохо, потому что работа занимает много времени, что приводит к нехватке внимания к семье. Его жена Лиза бросает Макса после посещения психолога и даёт время подумать, что ему дороже. В это время его напарник Джим Шелдон совершает самоубийство, выстрелив себе в голову серебряной пулей, которая была отлита им из своего счастливого талисмана-монеты. Самоубийство хорошего друга обрекает Макса на новую депрессию.
В это время высокопоставленный офицер Адам Гару, который прославился в городе своими успехами в снижении уровня преступности, обращает внимание на Макса и его душевное состояние, и приглашает присоединиться к нему на еженедельном совещании, на которое приходят и другие полицейские, которые, также как и Макс, испытывают трудности в жизни, непосредственно связанные с работой. Адам обещает Максу, что он решит все его проблемы и не опустит руки, поскольку он является хорошим детективом, который очень нужен городу в борьбе с преступностью.
Для того, чтобы очистить улицы города от бандитов, в полицейском департаменте Лос-Анджелеса создаётся отряд людей специального назначения из лучших полицейских департамента, которые могут превращаться в бойцов-оборотней. Главной задачей отряда является полная ликвидация людей, которые решили преступить закон. После каждой операции ни один из преступников не остаётся в живых.
Лучший полицейский Макс Дайер понравился лидеру отряда Адаму Гару, и последний решает пригласить его в свою команду.
Хотя Макс и отнёсся скептически к тому, что он получит хоть какую-то пользу от этой встречи, так как уже принимал участие в консультировании у психолога, которое не увенчалось успехом, но всё же пришёл. Обо всех тонкостях Адам рассказал Максу на первом совещании.
После очередного рейда и полного уничтожения банды, группа Адама возвращается в полицейский участок. Офицер полиции сказал Максу, что в камере какой-то человек хотел бы с ним переговорить. В разговоре с ним человек рассказал, что является бывшим оборотнем в группе Адама, но ему чудом удалось спастись бегством, так как Адам всегда ликвидировал своих коллег по истечении некоторого времени, а наркотик, который они употребляли для получения уникальных способностей, медленно убивает человека, после чего становишься злым и неудержимым. Макс решает покончить со своими новыми друзьями.
В ночь полного затмения луны, когда оборотня нельзя убить даже серебряной пулей, происходит решающая битва двух полицейских-оборотней…

## В ролях
- Марио Ван Пиблз
- Пэтси Кенсит
- Брюс Пэйн
- Энтони Джон Денисон
- Джейсон Бех
- Пола Маршалл
- Джон Вери
- Дин Норрис
- Уилли Карпентер
- Виктория Роуэлл
- Скотт Полин
- Джозеф Калп
- Мел Уинклер
- Джои Де Пинто